# Světový pohár ve vodním slalomu 2024
Světový pohár ve vodním slalomu 2024 byla série pěti závodů konaná v období od června do září 2024. První závod proběhl v německém Augsburgu, finále se konalo ve španělském La Seu. Součástí světového poháru byl závod na kanálu v Praze-Troji od 6. do 9. června.
Hlavní událostí tohoto roku byly soutěže na Olympijských hrách 2024 v Paříži, které se však do světového poháru nezapočítávaly.

## Kalendář
| Č. podniku | Místo    | Termín                 |
| ---------- | -------- | ---------------------- |
| 1          | Augsburg | 30. května – 2. června |
| 2          | Praha    | 6.–9. června           |
| 3          | Krakov   | 13.–15. června         |
| 4          | Ivrea    | 12.–15. září           |
| Finále (5) | La Seu   | 19.–22. září           |

Příští ročník světového poháru začne 5. června 2025 ve španělském La Seu.

## Pořadí
Konečný stav podle oficiálních výsledků

### Kanoe – C1
| Muži   | Muži             | Muži |
| Pořadí | Jméno            | Body |
| ------ | ---------------- | ---- |
| 1.     | Matej Benuš      | 257  |
| 2.     | Ziga Lin Hočevar | 242  |
| 3.     | Ryan Westley     | 223  |
| 11.    | Jiří Prskavec    | 171  |
| 17.    | Lukáš Rohan      | 116  |
| 18.    | Václav Chaloupka | 110  |
| 34.    | Vojtěch Heger    | 59   |

| Ženy   | Ženy             | Ženy |
| Pořadí | Jméno            | Body |
| ------ | ---------------- | ---- |
| 1.     | Jessica Foxová   | 295  |
| 2.     | Gabriela Satková | 231  |
| 3.     | Martina Satková  | 230  |
| 5.     | Tereza Kneblová  | 199  |
| 36.    | Eva Říhová       | 42   |

### Kajak – K1
| Muži   | Muži                | Muži |
| Pořadí | Jméno               | Body |
| ------ | ------------------- | ---- |
| 1.     | Anatole Delassus    | 260  |
| 2.     | Giovanni de Gennaro | 241  |
| 3.     | Peter Kauzer        | 226  |
| 4.     | Jakub Krejčí        | 222  |
| 6.     | Vít Přindiš         | 203  |
| 12.    | Jiří Prskavec       | 161  |
| 59.    | Jan Bárta           | 23   |

| Ženy   | Ženy              | Ženy |
| Pořadí | Jméno             | Body |
| ------ | ----------------- | ---- |
| 1.     | Ricarda Funková   | 252  |
| 1.     | Emma Vuittonová   | 244  |
| 3.     | Jessica Foxová    | 239  |
| 8.     | Kateřina Beková   | 174  |
| 9.     | Gabriela Satková  | 168  |
| 13.    | Antonie Galušková | 148  |
| 44.    | Lucie Nesnídalová | 27   |
| 45.    | Veronika Vojtová  | 25   |
| 50.    | Tereza Fišerová   | 17   |
| 51.    | Amálie Hilgertová | 15   |

### Kajak kros – X1
| Muži   | Muži            | Muži |
| Pořadí | Jméno           | Body |
| ------ | --------------- | ---- |
| 1.     | Joe Clarke      | 216  |
| 2.     | Pedro Goncalves | 215  |
| 3.     | Mathurin Madoré | 152  |
| 10.    | Vít Přindiš     | 80   |
| 21.    | Jakub Krejčí    | 42   |
| 61.    | Matyáš Novák    | 8    |
| 71.    | Lukáš Rohan     | 6    |
| 82.    | Jan Bárta       | 4    |
| 92.    | Ondřej Tunka    | 2    |

| Ženy   | Ženy                | Ženy |
| Pořadí | Jméno               | Body |
| ------ | ------------------- | ---- |
| 1.     | Kimberley Woodsová  | 219  |
| 2.     | Mallory Franklinová | 201  |
| 3.     | Jessica Foxová      | 154  |
| 4.     | Tereza Kneblová     | 152  |
| 8.     | Kateřina Beková     | 91   |
| 31.    | Veronika Vojtová    | 21   |
| 56.    | Martina Satková     | 6    |
| 61.    | Tereza Fišerová     | 6    |

 Závody v kajak krosu na druhé zastávce světového poháru v Praze-Troji se jely jako dodatečná kvalifikace na olympijské hry a do pořadí světového poháru se nezapočítávaly.